# ABC (少年隊單曲)
《ABC》，日本男性偶像團體少年隊的第7張單曲和代表作之一。1987年11月11日發行。

## 簡介
單曲標題「ABC」的意思不明，有理解認為是代表歌詞中的「Angel、Baby、Cupid」。
其中一首最常在有線電視中播放的少年隊歌曲。
連續三週成為《The Best Ten》的冠軍歌曲，實體銷售方面，單曲發行首週在Oricon公信榜即取得冠軍，Oricon統計總銷量超過25萬張。

## 收錄曲目
1. ABC
作詞：松本隆；作曲：筒美京平
2. 自然地KISS（自然にKISSして）
作詞：松本隆；作曲：筒美京平

## 翻唱
- 草蜢 - 《ABC》粵語、《限時專送ABC》國語